# Ramin Ilbeygui
Ramin Ilbeygui (* 28. Mai 1966 in Wien) ist Facharzt für Orthopädie und orthopädische Chirurgie sowie Arzt für Allgemeinmedizin.
Ilbeygui studierte und promovierte an der Universität Wien. Seiner Promotion im Jahr 1994 folgten Ausbildungen zum Arzt für Allgemeinmedizin, zum Facharzt für Orthopädie und spezielle Fortbildungen im Bereich der komplementärmedizinischen Therapien, wie Akupunktur, Fasziendistorsionsmodel nach Typaldos und Osteopathie an der IAO in Wien. Neben seiner Tätigkeit als Orthopäde in seinen zwei Fachpraxen in Frauenkirchen und in Eisenstadt, ist er seit 2004 Instruktor für manuelle Medizin und das elastische Tapen und Autor von im Facultas und Elsevier Verlag erschienen medizinischen Büchern. 2011 war Ilbeygui Gründer des Vereins Ortho-Akademie, der Schul- und Nicht-Schulmedizin zusammenführen möchte.

## Publikationen
- Gerichtsmedizin. Wiener Universitätsverlag, Wien 1999.
- mit Christian Reiter: Synopsis und Atlas der Gerichtsmedizin. Facultas Universitätsverlag, Wien 2002, ISBN 3-85076-575-X.
- mit Wolfgang Kickinger: Beinamputation: Informationen und Ratschläge. Facultas Universitätsverlag, Wien 2005, ISBN 3-85076-713-2.
- mit Robert Csukovits: Der Sanitäter: Ein Taschenbuch für Rettungs- und Notfalleinsatz. Facultas Universitätsverlag, Wien 2006, ISBN 3-85076-742-6.
- TAPING; Techniken und klinische Anwendung. Urban & Fischer Verlag/Elsevier, 2012, ISBN 978-3-437-45231-4.
- Selbsthilfe durch Taping: Schritt-für-Schritt-Anleitungen – medizinische Hintergründe. Urban & Fischer Verlag/Elsevier 2015, ISBN 3437454447.

| Personendaten    | Personendaten                                       |
| ---------------- | --------------------------------------------------- |
| NAME             | Ilbeygui, Ramin                                     |
| KURZBESCHREIBUNG | Facharzt für Orthopädie und orthopädische Chirurgie |
| GEBURTSDATUM     | 28. Mai 1966                                        |
| GEBURTSORT       | Wien                                                |